# El Bony de Quíxol
El Bony de Quíxol és una muntanya de 1.756 metres que es troba al municipi de Les Valls de Valira, a la comarca de l'Alt Urgell.